# Baryssinus chemsaki
Baryssinus chemsaki är en skalbaggsart som beskrevs av Monné 1985. Baryssinus chemsaki ingår i släktet Baryssinus och familjen långhorningar.
Artens utbredningsområde är:
- Costa Rica.
- Guatemala.
- Honduras.
- Nicaragua.
- Panama.

Inga underarter finns listade.